# De Vonk (verzetsorganisatie)

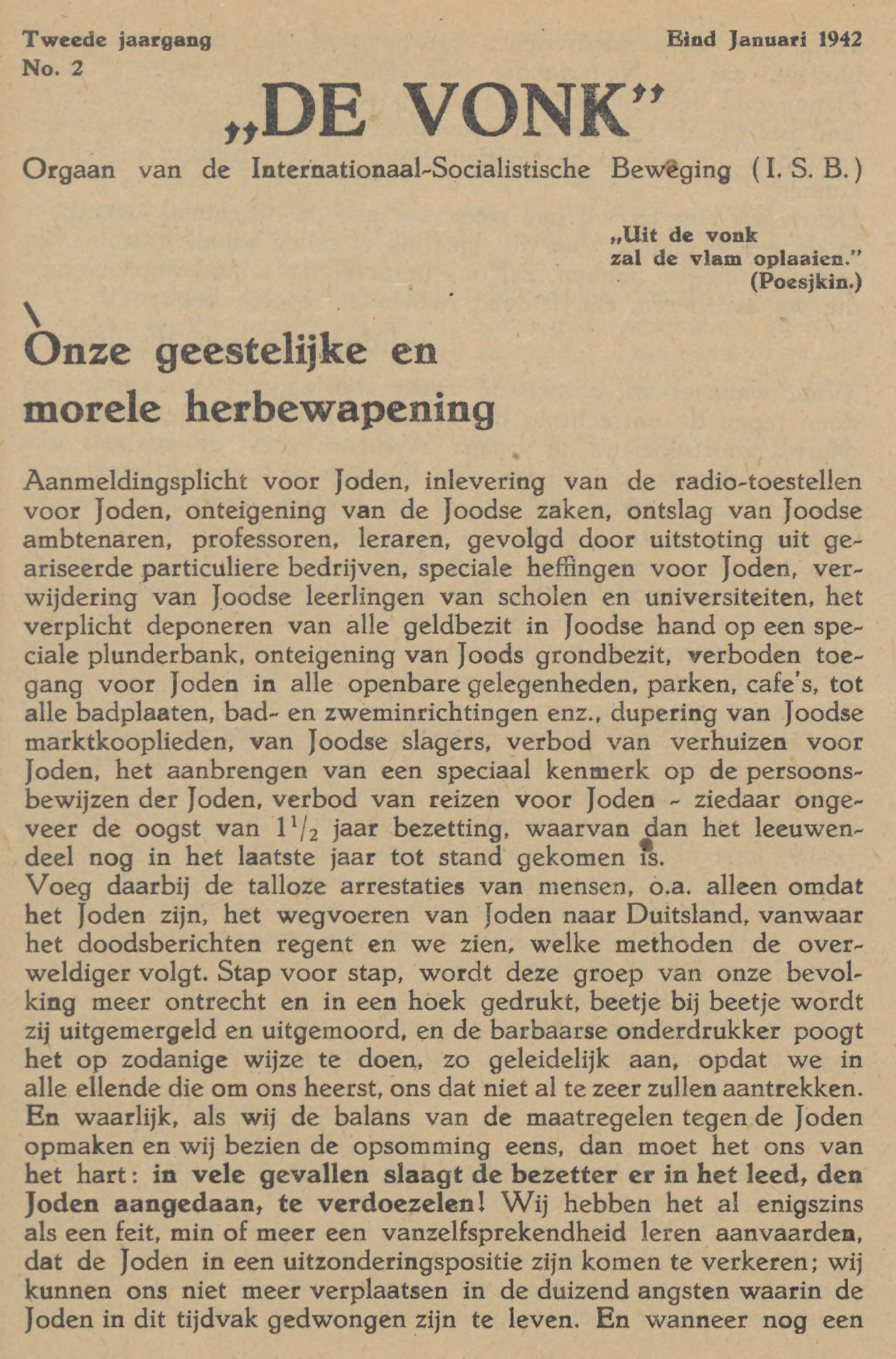
Voorpagina van 20 januari 1942

De Vonk is de naam van verschillende illegale blaadjes tijdens de Tweede Wereldoorlog. De bijbehorende Nederlandse verzetsorganisatie wordt als De Vonk-groep aangeduid. De naam De Vonk is een vertaling van het Russische woord Iskra, wat de naam was van een ondergronds blad uit 1903 dat Lenin vanuit Zwitserland naar Sint-Petersburg liet smokkelen. Lenin had die naam ontleend aan Poesjkin, die geschreven had Uit de Vonk zal de vlam oplaaien, waarmee het vuur van de revolutie bedoeld werd. De naam is dan ook zeer symbolisch voor de combinatie van begrippen als communisme, ondergronds en revolutionair.
De naam is zoals eerder vermeld op verschillende momenten voor verschillende dingen gebruikt:
- Als naam van communistische verzetsgroepen in verschillende steden.
- Een communistisch verzetsblad waarvan het eerste nummer in oktober 1940 in Den Haag verscheen, maar dat vanaf november 1940 vorm kreeg als de lokale en soms licht aangepaste editie van De Waarheid. Sommige nummers van dat blad hadden als motto Uit de Vonk zal de vlam ontstaan (Lenin).
- Een vanaf januari 1941 vanuit Haarlem landelijk verspreid verzetsblad van de Internationaal-Sociaalistische Beweging (ISB); alle nummers voerden het motto Uit de Vonk zal de vlam oplaaien (Poesjkin).

Na de bevrijding nam het links-socialistische weekblad De Vlam de plaats in van het illegale De Vonk. Henriette Roland Holst heeft zowel voor het illegale De Vonk als het legale De Vlam geregeld artikelen geschreven.

## Haagse CPN
De eerste Vonk-groep was een communistische verzetsgroep van de CPN in Den Haag, die later ook wel als De Waarheid-groep werd aangeduid. Kort daarop verschenen ook in andere plaatsen uitgaven van De Vonk; de inhoud was vaak nagenoeg hetzelfde als die van De Waarheid, maar soms waren één of meerdere artikelen vervangen. Van de verschillende edities van De Vonk was die van Den Haag veruit de belangrijkste en de ondergrondse CPN in Den Haag kan beschouwd worden als belangrijkste Vonk-groep.
Tijdens een partijvergadering in het partijgebouw Parlando op 15 mei 1940, onmiddellijk na de Nederlandse capitulatie, besloot de CPN direct de illegaliteit voor te bereiden. Hierop werd in Den Haag voor de hele regio, lopende van Leiden tot Delft, een ondergrondse organisatie opgebouwd. Bij de oprichtingsvergadering in het huis van Toon van der Kroft waren Gerrit Kastein, gemeenteraadslid Jan Geluk en Willem van 't Veen aanwezig. De ondergrondse organisatie werd in drie onderdelen opgebouwd: een eerste partijformatie van bekende partijleden die op de achtergrond bleven (zij zouden later De Waarheid gaan ontvangen), een tweede partijformatie van min of meer onbekende leden en sympathisanten (zij zouden later De Vonk gaan lezen en verspreiden) en een gewapende militante groep bestaande uit enkele voormalige strijders van de Internationale Brigades in Spanje, die tegen Franco vochten.
De eerste leider van de tweede partijformatie, de feitelijke De Vonk-groep, was Frans van Ophem. Hij werd uitgekozen omdat hij geen communist was en daardoor vermoedelijk niet bekend bij de politie. Van Ophem was voor de oorlog actief in de vereniging Hulp aan Spanje.
Vanaf augustus 1940 was De Vonk-groep ook naar buiten toe actief middels het verspreiden van pamfletten, kalken van leuzen, organiseren van stakingen en dergelijke. Ook hield de groep zich bezig met sabotage en bedrijfsspionage. Het eerste nummer van De Vonk verscheen in oktober 1940, twee weken eerder dan het eerste nummer van De Waarheid. In De Vonk werden behalve artikelen uit De Waarheid ook bijdragen van Nico Wijnen en de Surinamer Anton de Kom gepubliceerd.
Door de naïviteit van burgemeester De Monchy werd het de Duitsers direct na de capitulatie mogelijk gemaakt Hagenaars met communistische sympathieën op te pakken en zo sabotage van en gewapend verzet tegen de overheid en de Duitse bezetting in de kiem te smoren. De Monchy moest overigens al op 1 juli 1940 het veld ruimen, omdat hij geen stappen had ondernomen om te voorkomen dat de Anjerdag van 1940 (gehouden op 29 juni, de verjaardag van Prins Bernhard) in Den Haag uitmondde in massale anti-Duitse betogingen.
In februari 1941 werd nog een mislukte poging gedaan ook in Den Haag een Februaristaking tot stand te brengen. 
De arrestaties stopten ogenschijnlijk op 23 juni 1941. Vervolgens werden op 25 en 26 juni een veertigtal communisten gearresteerd, maar niet van De Vonk-groep. De helft van deze arrestaties staan bekend als functionarissenarrestaties. Ze betroffen geen functionarissen van de CPN, maar leden die voor de oorlog door de Inlichtingendiensten geregistreerd waren. De burgemeesters in de regio Den Haag hadden in 1941 de namen van de te arresteren personen moeten voordragen bij Johannes Eckhardt van de Documentatiedienst, die na de oorlog BVD-medewerker zou worden. Van de personen op de functionarissenlijst heeft maar één persoon het overleefd; ook van de overigen gearresteerden kwam het grootste deel om het leven.
Op 26 juli werden op hetzelfde tijdstip op drie verschillende adressen in Amsterdam en Bussum Toon van der Kroft, Jan Geluk en Nico Wijnen gearresteerd. Ze waren door de Haagse politie geschaduwd. Op 12 augustus werden vele tientallen leden van De Vonk-groep gearresteerd, waaronder ook Harthoorn. Van de bij de diverse arrestatieacties gearresteerde 160 communisten zouden er ruim 90 om het leven komen; een deel wist de (Nacht und Nebel)-concentratiekampen, waaronder Groß-Rosen (21 personen, 5 overlevenden), te overleven.
Een aantal leden van De Vonk-groep, waaronder Gerrit Kastein en Tjerk Kloostra, wist uit handen van de Haagse politie te blijven. In het najaar hervatten ze de activiteiten van De Vonk-groep, maar op een laag pitje; de leider was Frits Reuter. Ook de infiltrant wist echter opnieuw binnen te dringen. Vanaf begin 1942 arresteerde de Sicherheitsdienst maandelijks gemiddeld twee personen - met opzet gespreid om de identiteit van de infiltrant niet prijs te geven.
In augustus 1942 werd vanuit de landelijke partijleiding opdracht gegeven dat De Vonk-groep weer op volle kracht moest gaan werken. De joodse communist Jaap Boekman werd als leider aangewezen. In het najaar van 1942 staken enkele leden van De Vonk-groep op spectaculaire wijze een opslagplaats van hooi en stro van de Wehrmacht in brand. In dezelfde periode kwam Boekman door een ongelukkig toeval in direct contact met de infiltrant. De infiltrant wist een ontmoeting te arrangeren die door de Documentatiedienst geobserveerd kon worden, waarna Boekman twee weken lang geschaduwd werd. Vervolgens werd hij gearresteerd. Bij hevige martelingen door Sicherheitsdienst en Haagse politie gaf hij geen informatie prijs, maar hij trapte wel in een val met een celspion. Als gevolg daarvan wisten politie en Sicherheitsdienst weer ruim 40 communisten te arresteren; meer dan de helft hiervan kwam om het leven. Bij een vluchtpoging werd Jan van Kalsbeek door de Haagse politie in de rug geschoten.
Na deze arrestaties werd de uitgave van De Vonk gestaakt en gingen de communisten in de regio Den Haag alleen met De Waarheid verder. Het vooroorlogse Tweede Kamerlid Kees Schalker had korte tijd de leiding en droeg die vervolgens over aan Gerard Geelhoed. Opnieuw drong de infiltrant binnen. Onbekend is hoeveel slachtoffers in deze periode zijn gevallen. Op 9 maart 1945 wees de infiltrant nog drie communistische verzetsmensen aan die gearresteerd werden, waarna ze op 12 maart in Rotterdam werden gefusilleerd als represaille voor de aanslag op Rauter.

## Leiders van de Haagse Vonk-groep
De communisten kenden een scheiding tussen de politieke leiding, die het algemeen beleid vaststelde, en een leiding voor het feitelijke verzetswerk. De achtereenvolgende leiders voor het verzetswerk en de verspreiding van de illegale krant van De Vonk-groep en vervolgens De Waarheid-groep in Den Haag waren:
- Frans van Ophem, zomer 1940 - 6 juni 1941 (omgekomen in Dachau)
- Willem Lodewijk Harthoorn, 6 juni 1941 - 12 augustus 1941 (overleeft vier jaar concentratiekamp)
- Frits Reuter, september 1941 - augustus 1942
- Jaap Boekman, augustus 1942 - 21 december 1942 (gemarteld door Sicherheitsdienst en Haagse politie, ter dood veroordeeld en gefusilleerd op de Waalsdorpervlakte)
- Kees Schalker, 21 december 1942 - zomer 1943 (gearresteerd 14 november 1943, ter dood veroordeeld en gefusilleerd op de Waalsdorpervlakte)
- Piet Metscher, zomer 1943 - mei 1945
- Gerard Geelhoed, zomer 1943 - mei 1945 (voornamelijk samenstellen en distributie De Waarheid)

## Andere belangrijke leden
Enkele andere belangrijke leden van de Haagse Vonkgroep waren:
- Toon van der Kroft, gearresteerd 26 juli 1941 (een van de oprichters; overleeft vier jaar concentratiekamp)
- Nico Wijnen, gearresteerd 26 juli 1941 (overleeft vier jaar concentratiekamp)
- Piet Wapperom, werkte met Nico Wijnen voor het blad De Vonk en werd verbindingsman tussen verzetsleiders van vier groepen in Den Haag
- Cornelis Simonis, gearresteerd 15 juni 1941 (prominent lid van militaire groep; kwam na vier jaar concentratiekamp om op het schip Cap Arcona)
- Sally Dormits, gearresteerd 17 oktober 1942 (prominent lid van militaire groep, oprichter van de joods-communistische Nederlandse Volks Militie in Rotterdam; pleegde zelfmoord bij arrestatie)
- Jan van Kalsbeek, gearresteerd 16 februari 1943 (had leiding bij brandstichting van opslagplaats van de Wehrmacht, neergeschoten door Haagse politie; ter dood veroordeeld en gefusilleerd op Waalsdorpervlakte)
- Tjerk Kloostra, gearresteerd 12 februari 1943 (belangrijk lid van militaire groep; na overmeestering door Haagse politie door het hoofd geschoten)
- Gerrit Kastein, gearresteerd 19 februari 1943 (een van de oprichters, leider militaire groep; pleegde na arrestatie zelfmoord door geboeid tweehoog uit het raam te springen)
- Pieter van der Kam, gearresteerd mei 1942 (leider in Delft; gefusilleerd op Waalsdorpervlakte)
- Kees Neven (had leidinggevende rol binnen zowel het politieke als verzetsdeel, overleed na bevrijding in Duitsland ten gevolge van verblijf in concentratiekamp)
- Henri Pieck, gearresteerd 9 juni 1941 (had contacten met Sovjet-Unie, speelde belangrijke rol bij ondergrondse organisatie in en zelfbevrijding van Buchenwald)
- Herman Holstege, gearresteerd 1 augustus 1941 (stond in verbinding met landelijke partijleiding en Daan Goulooze, doodgemarteld in de gevangenis van Scheveningen (Oranjehotel))
- Jan Schalker, gearresteerd augustus 1941 (werd al voor de oorlog door de Gestapo bespioneerd in samenwerking met Haagse Politie Inlichtingendienst, overleefde vier jaar concentratiekamp)
- Anton de Kom, weliswaar geen belangrijk lid maar wel een bekende persoonlijkheid, hij schreef regelmatig artikelen voor De Vonk; werd op 7 augustus 1944 gearresteerd en kwam op 24 april 1945 in het concentratiekamp Sandbostel om het leven
- Dirk Maarten Oort, gearresteerd 25 juni 1941 (werkte vanaf oktober 1940 bij het verspreiden van De Vonk samen met Carel Hendrik Duran en zat gevangen in Oranjehotel, Schoorl, Amersfoort, Neuengamme en Dachau, waar hij op 11 augustus 1942 overleed)
- Carel Hendrik Duran, gearresteerd 14 mei 1942 (werkte vanaf oktober 1940 bij het verspreiden van De Vonk samen met Dirk Maarten Oort, zat gevangen in Oranjehotel, Amersfoort, Buchenwald, Natzweiler, Dachau, Allach en Dachau en kreeg het label 'NN' (Nacht und Nebel); liep in een concentratiekamp dysenterie en tyfus op maar overleefde de vier jaar gevangenschap en kreeg twee koninklijke onderscheidingen)